# Teudis griseus
Teudis griseus là một loài nhện trong họ Anyphaenidae.
Loài này thuộc chi Teudis. Teudis griseus được Eugen von Keyserling miêu tả năm 1891.